# Geaya ortizi
Geaya ortizi is een hooiwagen uit de familie Sclerosomatidae.